# 제이크 라이언
제이크 라이언(영어: Jake Ryan)는 한나 몬타나의 등장인물이다. 2기에서 등장하며, 팝 스타로 나온다. 처음에 마일리 스튜어트랑은 티격태격하지만, 후에 둘이 사랑하게 되어 사귀게 된다.